# Lysipomia globularis
Lysipomia globularis är en klockväxtart som beskrevs av Franz Elfried Wimmer. Lysipomia globularis ingår i släktet Lysipomia och familjen klockväxter.
Artens utbredningsområde är Peru. Inga underarter finns listade i Catalogue of Life.